# Elezioni generali a Barbados del 2022
Le elezioni generali a Barbados del 2022 si sono tenute il 19 gennaio per il rinnovo della Camera dell’Assemblea di Barbados. In seguito all'esito elettorale, che ha visto la piena vittoria del Partito Laburista con la conquista di tutti i 30 seggi disponibili, Mia Mottley, espressione del partito, è divenuta Primo Ministro.

## Contesto
Secondo la Costituzione di Barbados, le elezioni devono svolgersi entro cinque anni dalla prima seduta del Parlamento. Le precedenti elezioni generali si sono tenute il 24 maggio 2018 e la prima seduta del nuovo Parlamento si è tenuta il 5 giugno 2018. Dopo lo scioglimento dell’organo legislativo, il Presidente di Barbados deve emettere un mandato di elezioni generali dei membri per la Camera dell'Assemblea delle Barbados e per la nomina dei Senatori al Senato entro 90 giorni.
Nonostante una maggioranza dominante del LP alla Camera dell'Assemblea e le elezioni previste per il 2023, il 27 dicembre 2021 il Primo Ministro Mia Mottley ha annunciato che le elezioni anticipate si sarebbero tenute il 19 gennaio dell'anno successivo, in seguito alla della transizione repubblicana del paese.
Il voto anticipato si è tenuto per gli agenti di polizia e i lavoratori del giorno delle elezioni il 12 gennaio.

## Sistema elettorale
I 30 membri della Camera dell'Assemblea sono eletti in collegi elettorali uninominali con un sistema maggioritario a turno unico.

## Candidati
Un totale di 108 candidati di sette partiti politici e 9 indipendenti hanno partecipato alle elezioni.

## Risultati
| Liste                                   | Voti    | %     | Seggi |
| --------------------------------------- | ------- | ----- | ----- |
| Partito Laburista                       | 78 720  | 69,03 | 30    |
| Partito Laburista Democratico           | 30 273  | 26,55 | –     |
| Partito dell'Alleanza per il Progresso  | 3 205   | 2,81  | –     |
| Soluzioni Barbados                      | 699     | 0,61  | –     |
| Partito Libero Bajan                    | 191     | 0,17  | –     |
| Alleanza per il Nuovo Regno di Barbados | 122     | 0,11  | –     |
| Partito per la Sovranità di Barbados    | 120     | 0,11  | –     |
| Indipendenti                            | 705     | 0,62  | –     |
| Totale                                  | 114 035 | 100   | 30    |